# 徳田健太
徳田 健太（とくだ けんた、1993年10月7日 - ）は、ジャパンラグビーリーグワンコベルコ神戸スティーラーズに所属するラグビー選手。

## プロフィール
- 兵庫県出身[1]。
- ポジションはスクラムハーフ(SH)。
- 身長 166 cm、体重 73 kg
- ニックネームはとく。
- U20日本代表に選ばれたことがある[2]。

## 来歴
ラグビーは芦屋ラグビースクールで始めた。
2012年、関西学院高校卒業後、関西学院大学に入学する。
2015年、関西学院大学ラグビー部の主将に就任した。
2016年、関西学院大学卒業後、神戸製鋼コベルコスティーラーズ(現・コベルコ神戸製鋼スティーラーズ)に加入。
2021年2月20日にジャパンラグビートップリーグ第1節NECグリーンロケッツ戦に先発出場で公式戦初出場を果たす。